# Lixu
Lixu (chinês simplificado: 黎圩, pinyin: Líxū) é uma cidade do distrito de Dongxiang, Fucheu, no nordeste da província de Jiangxi, China. Até 2018, tinha três comunidades residenciais e nove vilas sob sua administração.